# Passo Valles
Il passo Valles (Dof de Valés nel ladino di Falcade) è un valico alpino delle Dolomiti, situato a quota 2.032 m s.l.m., al confine fra Veneto e Trentino. Collega le valli del Biois e del Travignolo, facendo così da punto di confine tra i comuni di Falcade nel versante est e Primiero San Martino di Castrozza nel versante ovest, quindi tra le province di Belluno e Trento ed è percorso dalla strada provinciale 25, che va da Paneveggio a Falcade.

## Descrizione
Il luogo è sede di attività turistiche e pastorizie, infatti è presente un albergo-ristorante e degli impianti da sci, mentre i pascoli sono sfruttati dalle malghe, nelle quali vengono tenuti dei bovini per il periodo estivo.
Dal punto di vista turistico il luogo è interessante anche perché può essere partenza o arrivo di escursioni in montagna, in particolare nel settore settentrionale delle Pale di San Martino.
Questa è una zona di confine anche dal punto di vista geologico, infatti a sud è presente la roccia dolomitica delle Pale di San Martino ed a nord i porfidi di cima Bocche e cima Juribrutto; in particolare, nei dintorni, si può vedere una roccia arenaria di colore rossastro.
La chiesetta del passo è quella un tempo presente nel cimitero militare di Paneveggio. Smontata dopo la guerra è stata ricostruita nel luogo dove si trova oggi nel 1948 su un edificio preesistente datato 1914.

## Ciclismo
Il valico è stato più volte affrontato dal Giro d'Italia, spesso insieme ai vicini passi Rolle e San Pellegrino. La prima volta fu scalato nel 1963, dopo che l'anno precedente ne era stato annullato il transito a causa della troppa neve. Nell'edizione 1978 il Valles è stato Cima Coppi, dopo l'annullamento del transito sul passo Pordoi per maltempo. Nell'occasione transitò per primo in vetta Gianbattista Baronchelli.
| Anno | Tappa                             | Primo in vetta           | Versante scalato              |
| ---- | --------------------------------- | ------------------------ | ----------------------------- |
| 1963 | 19ª: Belluno > Moena              | Vito Taccone             | Trentino (passo Rolle)        |
| 1971 | 18ª: Lienz > Falcade              | Felice Gimondi           | Trentino (Predazzo)           |
| 1973 | 19ª: Andalo > Auronzo di Cadore   | José Manuel Fuente       | Trentino (Predazzo)           |
| 1974 | 21ª:Misurina > Bassano del Grappa | Gonzalo Aja              | Veneto (Falcade)              |
| 1978 | 15ª: Treviso > Canazei            | Gianbattista Baronchelli | Trentino (passo Rolle)        |
| 1987 | 17ª: Canazei > Riva del Garda     | Robert Forest            | Veneto (passo San Pellegrino) |
| 2003 | 14ª: Marostica > Alpe di Pampeago | Freddy González          | Trentino (passo Rolle)        |